# Фрашери, Эшреф
Эшреф Фрашери (алб. Eshref Frashëri; 15 октября 1874, Корча, Османская империя — 17 октября 1938) — албанский политический деятель, сопредседатель Национального совета Албании (с 1921 по 1923 год) и заместитель его председателя в 1932—1938 годах.

## Биография
Эшреф Фрашери родился в Корче, на юге Албании. Он изучал строительную инженерию в Стамбуле, а в 1914 году стал членом местного албанского патриотического клуба. Фрашери также вступил в ряды Комитета национальной обороны Косово, который направил своих делегатов на конгресс в Люшне в 1920 году. Фрашери вместе с Хюсни Цурри (который не смог туда прибыть) и Джемалем Приштиной были избраны представлять там этот комитет, округ Косово (Хас-Тропоя-Люмя) и сторонников присоединения к Албании Косово. С начала января 1920 года Фрашери был одним из инициаторов призыва к созыву национальному собрания Албании. Он также был одним из ведущих политиков на конгрессе в Люшне наряду с Акифом-пашой Эльбасани и Ахметом Зогу. Фрашери был избран заместителем премьер-министра и министром общественных работ сформированного по итогам этого конгресса правительства.
В мае 1920 года правительство Тираны направило его с миссией в Корчу, чтобы обеспечить там передачу города французской армией албанскому правительству, а не греческим войскам, расположенным вблизи границы. Фрашери организовал в городе большой митинг, провозгласил объединение Автономной албанской республики Корча с остальной Албанией и начал собирать добровольцев из окрестностей города, чтобы подготовить ополчение на случай, если греки попытаются захватить город. Последовавшее за эти принятие Капштицкого протокола закрепило передачу Корчи албанской стороне.
В 1921—1934 годах Фрашери являлся членом «Народной партии» (алб. Partia e Popullit) Ахмета Зогу.
В 1925—1928 годах Фрашери также являлся членом албанского сената, а 2 марта 1925 года он был избран главой сената, таким образом, став вице-президентом Албанской республики. 5 апреля того же года он оказался в центре заговора, организованного в Корче с целью свержения Ахмета Зогу, но всё же сумел сохранить с ним хорошие отношения. 23 сентября 1925 года был раскрыт ещё один заговор, на этот раз организованный зятем Зога Чено Бегом Крюэзиу. На этот раз Фрашери был вынужден уйти со своих постов, но все ещё оставался в хороших отношениях с Зогу, который отправил его на Корфу для подавления политической оппозиции (?). В 1938 году он был избран членом правления итало-албанской электротехнической компании SITA, но вскоре умер.